# Palaeotis
Palaeotis byl rod běžce ze středního eocénu ze střední Evropy. Pravděpodobně nebyl schopen letu. Jediný druh tohoto rodu je Paleotis weigelti. V roce 1928 byl popsán jako druh dropa, jeho jméno znamená starý drop. V roce 1987 byl po přezkoumání určen za příbuzného pštrosů, což potvrzují i molekulární analýzy. Dnes je považován za nejstaršího známého zástupce čeledi pštrosovitých. Jiní vědci navrhli, že byl raný běžec a nepatří přímo mezi pštrosy. Byl nalezen v lomech Messel poblíž Frankfurtu nad Mohanem. Je znám z několika zkamenělin, ale většina je neúplná nebo špatně zachovalá.

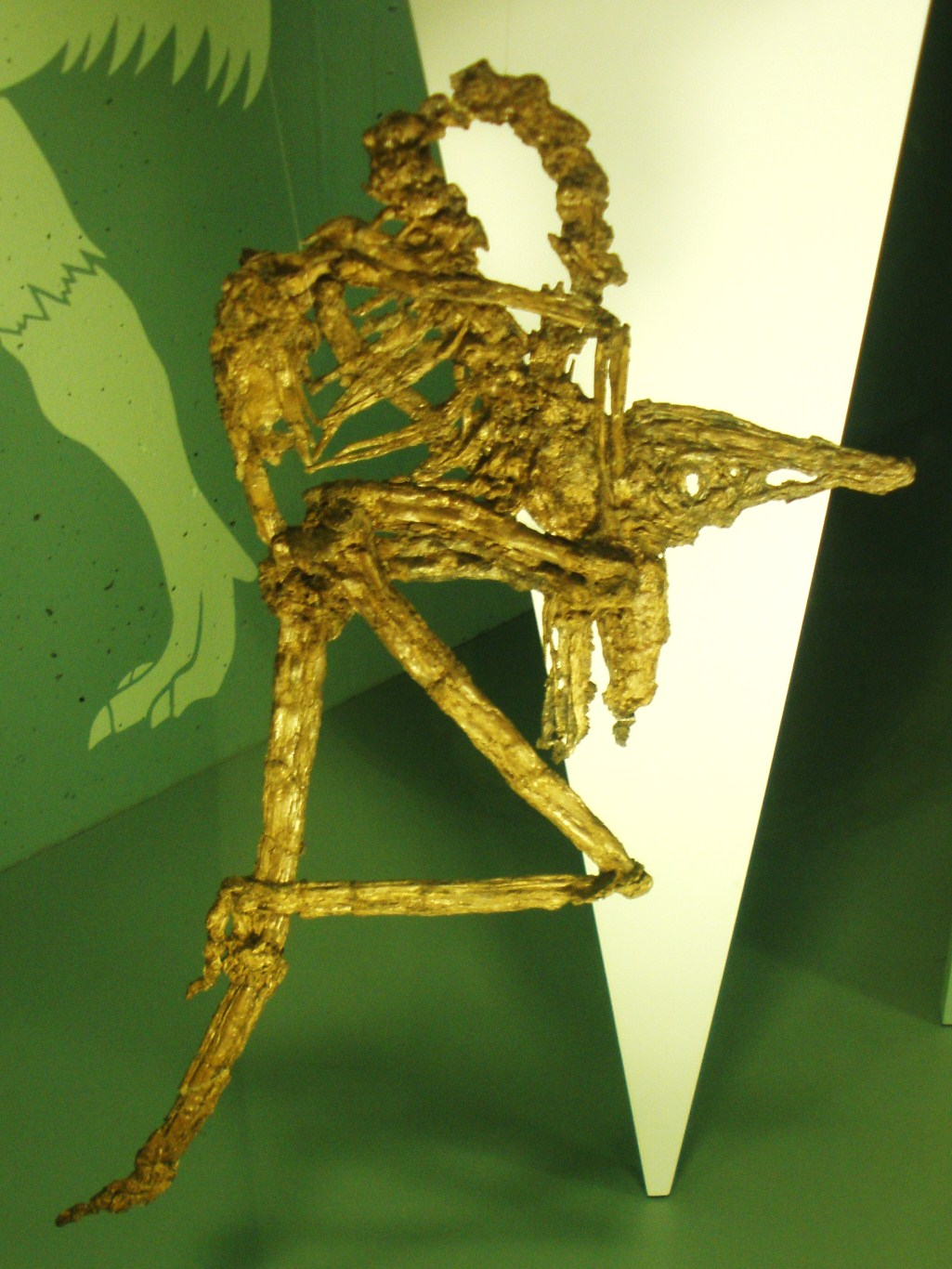
Fosilie palaeotise